# STS-118
STS-118是一次航天飞机到国际空间站的任务代号。本次任务由美国制造的航天飞机奋进号执行。
美国东部时间2007年8月8日18时36分，奋进号航天飞机载着7名宇航员从肯尼迪航天中心顺利升空，包括美国首位教师宇航员芭芭拉·摩根。美国东部时间8月10日14时02分，奋进号和国际空间站对接到一起。8月11日，奋进号航天飞机的任务专家里克·马斯特拉基奥和加拿大宇航员戴夫·威廉斯完成了持续6小时17分钟的第一次太空行走，为空间站安装了一个结构组件，回收了一个散热器。8月13日，这两名宇航员再度出舱进行6小时28分钟太空行走，为国际空间站更换了一个负责飞行定位的陀螺仪。8月14日，摩根在太空给博伊西发现中心的学生们授课。8月15日，马斯特拉基奥和国际空间站宇航员克莱顿·安德森进行5小时28分钟太空行走，将空间站左侧P6组件的一根天线挪动位置，然后将站外的两辆移动运输推车挪开。两人还为空间站通信系统进行了升级，安装了一个信号处理器、一个无线电转发器和一对通信电子器件盒。由于中途马斯特拉基奥的手套出现破损，二人被迫提前收工。8月16日，摩根在太空给挑战者太空科学教育中心的学生授课。美国东部时间8月18日9时17分，安德森和威廉斯进行5小时零2分钟太空行走，在空间站外部安装了一个用于将来安装检测吊杆的支架，回收了准备带回地面的两个检测材料抗自然老化性能的装置，拧紧了一个天线底座松弛的螺钉，最后还安装了一个无线传感系统天线。8月21日在肯尼迪航天中心航天飞机着落跑道成功着陆。
本次任务是奋进号2002年11月STS-113任务后的首次飞行，也是在哥伦比亚号航天飞机STS-107失事墜機前最後一次安全返回地球的太空任务。STS-118飛行指令長Charles O. Hobaugh也擔任及後的一次STS-107任務。

## 乘员列表
- Scott J. Kelly (2) - 指令官
- Charles (Charlie) O. Hobaugh (2) -驾驶员
- Tracy E. Caldwell (1) - 任务组成员 1
- Richard (Rick) A. Mastracchio (2) - 任务组成员 2
- Dafydd (Dave) R. Williams (2) - 任务组成员3 -  加拿大 CSA
- Barbara R. Morgan (1) - 任务组成员 4
- Benjamin Alvin Drew, Jr. (1) - 任务组成员 5

名字后数字是包括本次任务的飞行次数。

### Crew notes
- Scott Kelly - 指令官
- Charles O. Hobaugh - 驾驶员
- Scott E. Parazynski - 任务组成员t
- Dave Williams - 任务组成员t  加拿大 加拿大航天局
- Lisa Nowak - 任务组成员
- Barbara Morgan - 任务组成员

## 任务数据
- 质量：
  - 起飞质量： 268,574 lbs (121,823 kg)
  - 着落质量： 222,398 lbs (100,878 kg)[1]
- 近地点： 226（140英里）[2]
- 远地点： 226（140英里）[2]
- 赤道倾角: 51.6°
- Period: 91.6分

## 任务背景
本次任务是:
- 第150次美国载人航天飞行
- 第119次发射航天飞机
- 第22次执行国际空间站组建任务
- 第20次奋进号发射
- 挑战者号失事后第94次飞行
- 哥伦比亚号失事后第6次飞行
- 第一次携带SSPTS飞行

## 任务日志

### 8月8日星期三 (第1飞行日，发射)

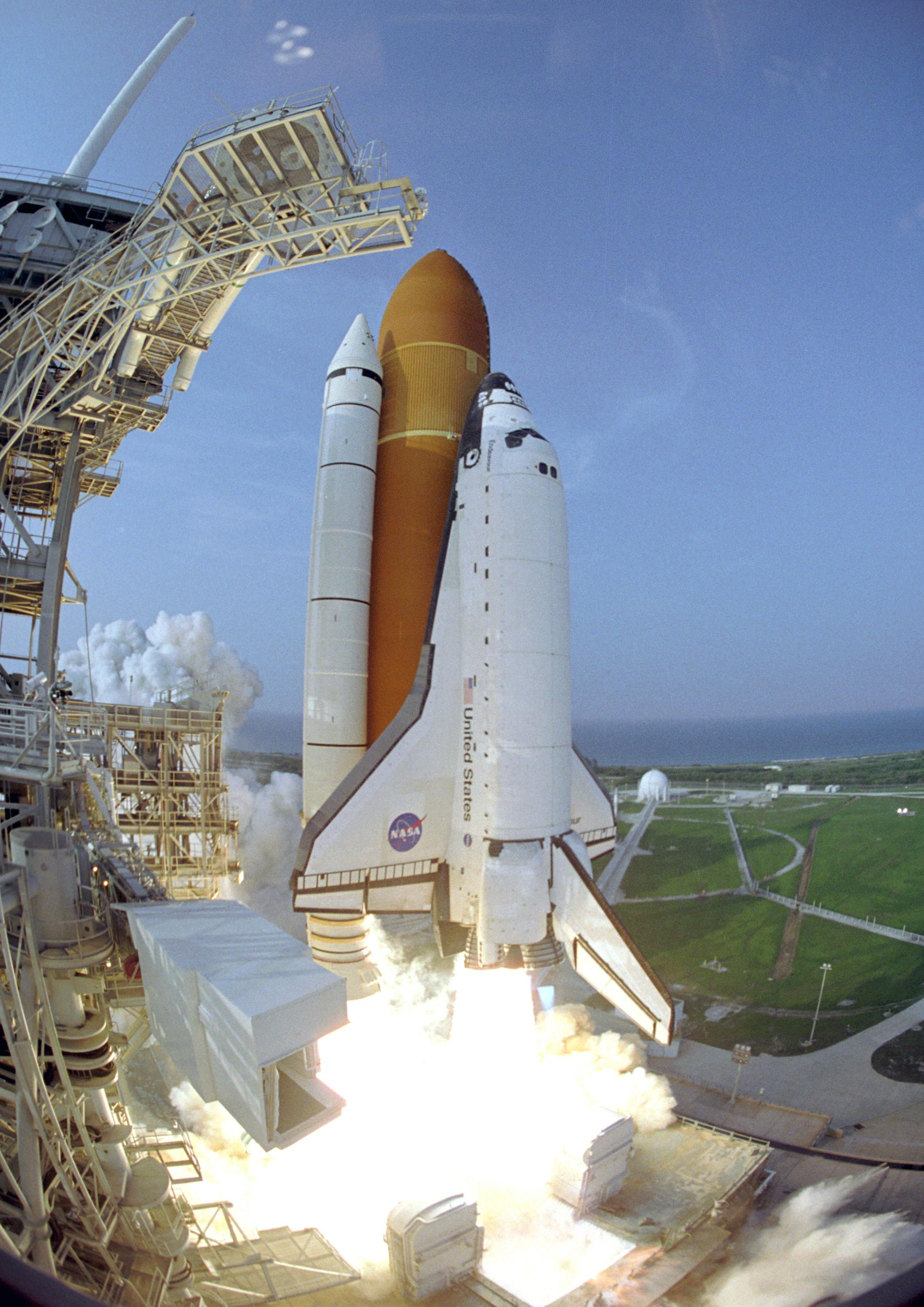
STS-118任务组发射升空

Fueling of the 北美东部时区 (12:11 UTC)20:11开始给航天飞机外燃料箱注入液态燃料，当地时间大约23:00加注完毕。

### 8月18日星期六 (第11飞行日)
在第三次太空行走中，Dave Williams打破了2项纪录; 他是太空行走次数最多 (3)的加拿大人;平了加拿大宇航员 Chris Hadfield的总时间纪录。 Williams在周六的太空行走之后总计时间达到17小时47分。 

## 太空行走
|        | 宇航员                            | 开始          | 结束      | 持续      | 任务 |
| ------ | --------------------------------- | ------------- | --------- | --------- | --- |
| 第一次 | Rick Mastracchio Dave Williams    | 8月11日16:28  | 当日22:45 | 6小时17分 | 安装S5, P6 Radiator retraction and cinch.                                                                                          |
| 第二次 | 同上                              | 8月13日15:32  | 当日22:00 | 6小时28分 | 更新损坏的CMG。 |
| 第三次 | Rick Mastracchio Clayton Anderson | 8月15日14:37  | 当日20:05 | 5小时28分 | S-Band Antenna Structural Assembly (SASA) 从P6调整到P1；在P1上安装S波段基带信号处理器和收发机，CETA Cart重新定位；修复P6的收发机。 |
| 第四次 | Dave Williams Clayton Anderson    | 8月18日 14:17 | 当日19:19 | 5小时2分  | 安装OBSS支架座；修复MISSE；安装EWIS天线；Secured Z1 SASA gimbal locks in preparation for down mass on 10A.                         |

所有时间均为协调世界时UTC

## 晨曲
A tradition for NASA spaceflights since the days of Gemini，mission crews are played a special musical track at the start of each day in space. 每一首歌通常都是经过宇航员的家人特别挑选的，因此对每一个成员都有特别的意义或者符合当日活动的主题。
- 第2天："Where My Heart Will Take Me" by Russell Watson：played for Mission Specialist Rick Mastracchio（星艦奇航記 系列主题曲）. WAV（页面存档备份，存于） MP3（页面存档备份，存于）
- 第3天："Mr. Blue Sky" by Electric Light Orchestra：献给命令官Scott Kelly. WAV（页面存档备份，存于） MP3（页面存档备份，存于）
- 第4天："Gravity" by John Mayer：献给驾驶员Charles O. Hobaugh. WAV（页面存档备份，存于） MP3（页面存档备份，存于）
- 第5天："Up!" by Shania Twain：献给任务组的Dave Williams. WAV（页面存档备份，存于） MP3（页面存档备份，存于）
- 第6天："Outa-Space" by Billy Preston：献给任务组的Alvin Drew. WAV（页面存档备份，存于） MP3（页面存档备份，存于）
- 第7天："祝你生日快乐歌"（由Tracy的侄子侄女唱）献给任务组的Tracy Caldwell，她的生日。 WAV（页面存档备份，存于） MP3（页面存档备份，存于）
- 第8天："Good Morning World"献给 Barbara Morgan，作词和表演是她的儿子Adam。 WAV（页面存档备份，存于） MP3（页面存档备份，存于）
- 第9天："Times Like These" by the Foo Fighters：献给Rick Mastracchio.   WAV（页面存档备份，存于） MP3（页面存档备份，存于）
- 第10天："Black Horse and the Cherry Tree" by KT Tunstall：献给 Tracy Caldwell. WAV（页面存档备份，存于） MP3（页面存档备份，存于）
- 第11天："Learn to Fly" by Foo Fighters：献给 Al Drew. WAV（页面存档备份，存于） MP3（页面存档备份，存于）
- 第12天："Teacher, Teacher" by 38 Special 献给Barbara Morgan. WAV（页面存档备份，存于）MP3（页面存档备份，存于）
- 第13天："Flying" by Long John Baldry Trio 献给Dave Williams. WAV（页面存档备份，存于）MP3（页面存档备份，存于）
- 第14天："Homeward Bound" by Simon and Garfunkel 献给全体船员。 WAV（页面存档备份，存于）MP3（页面存档备份，存于）

## 参看
Template:Wikinewsart
- 航天科学
- 航天飞机
- 航天飞机任务列表
- List of human spaceflights chronologically
- 2007年太空飞行